# Integraaltest
De integraaltest is een onderscheidend kenmerk dat bruikbaar is bij reeksen met niet-negatieve, niet-stijgende termen. Hierbij wordt de reeks vervangen door een oneigenlijke integraal die zo gekozen is dat hij evenals de reeks convergeert of divergeert. De evaluatie van de oneigenlijke integraal − convergent of divergent − zegt dus of de reeks zelf convergeert of divergeert. Indien de reeks een eindig aantal negatieve termen bevat, kan het deel van de reeks vanaf de eerste tot en met de laatste negatieve term weggelaten worden. Dit verandert niets aan het feit of de reeks convergeert of divergeert. In de rest van dit artikel wordt daarom aangenomen dat de volledige reeks uit niet-negatieve, niet-stijgende termen bestaat.

## Formulering
Beschouw een reeks met niet-negatieve, niet-stijgende termen {\displaystyle u(n)}. Niet-stijgend betekent dat elke term van de reeks gevolgd wordt door een term die ofwel gelijk is, ofwel kleiner. Stel dat de functie {\displaystyle u(x)} ontstaat door de gehele variabele {\displaystyle n} in de algemene reeksterm {\displaystyle u(n)} te vervangen door de reële variabele {\displaystyle x}. Indien de functie {\displaystyle u(x)} bestaat en continu is op het interval {\displaystyle [1,\infty [} en eveneens niet-stijgend is zijn de reeks
{\displaystyle \sum _{n=1}^{\infty }u(n)}
en de daaruit ontstane oneigenlijke integraal
{\displaystyle \int _{1}^{\infty }u(x)\,\mathrm {d} x}
samen convergent of samen divergent. 
Wel is het zo dat bij convergentie de totale reekssom en de waarde van de integraal in het algemeen verschillend zullen zijn.

## Bewijs

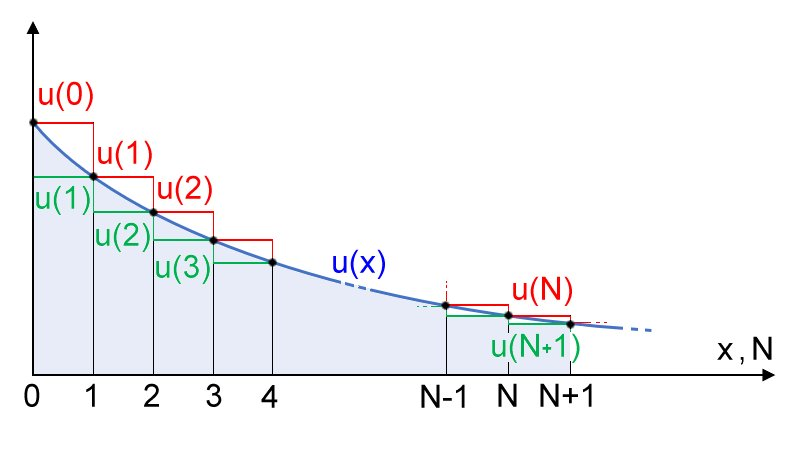
Deze figuur toont dat, op het interval x = 0 tot x = N+1, de oppervlakte onder de functie u(x) (blauw) kleiner is dan de som van de termen van de reeks (rood) maar groter dan de som van de termen van de reeks behalve de eerste term (groen).

Men beschouwt op bijgaande figuur het interval [0 , N+1], dat bestaat uit N+1 kleinere intervallen [n , n+1] met lengte 1. Voor elk van die afzonderlijke intervallen geldt  
{\displaystyle u_{n+1}\ \leq \ \int _{n}^{n+1}u(x)\,\mathrm {d} x\ \leq \ u_{n}\ \ \ } waarbij {\displaystyle n=0,1,\dots ,N}
Omdat dit geldt voor de N+1 intervallen afzonderlijk, geldt dit ook voor hun som zodat
{\displaystyle \sum _{n=1}^{N+1}u(n)} {\displaystyle \ \leq \ } {\displaystyle \int _{0}^{N+1}u(x)\,\mathrm {d} x} {\displaystyle \ \leq \ } {\displaystyle \sum _{n=0}^{N}u(n)}
Deze ongelijkheid geldt voor elke N, en dus ook als de limiet van N gaande naar oneindig wordt genomen:
{\displaystyle \lim _{N\to \infty }\sum _{n=1}^{N+1}u(n)} {\displaystyle \ \leq \ } {\displaystyle \lim _{N\to \infty }\int _{0}^{N+1}u(x)\,\mathrm {d} x} {\displaystyle \ \leq \ } {\displaystyle \lim _{N\to \infty }\sum _{n=0}^{N}u(n)}
Dit leidt tot twee besluiten: 
- Stel nu dat de oneigenlijke integraal in het middelste lid van de ongelijkheid convergeert, en dus een eindige waarde heeft. Dan is de limiet aan de linkerkant naar boven begrensd, en gezien deze ook stijgend is (want de termen van de reeks zijn positief of nul), bestaat die limiet ook en is hij eindig. De reeks links heeft dus een eindige totale reekssom en is dus convergent. Bijgevolg is ook de originele reeks die rechts staat convergent want deze telt slechts één term meer, namelijk {\displaystyle u_{0}}. Besluit: convergentie van de oneigenlijke integraal impliceert convergentie van de reeks.
- Stel nu dat de oneigenlijke integraal divergeert, wat hier betekent dat limiet ervan naar oneindig gaat, want de functie is nergens negatief en de integraal kan dus alleen maar groter worden als zijn bovengrens naar oneindig gaat. Dan is ook de limiet aan de rechterkant oneindig, want hij is minstens zo groot als de limiet van de oneigenlijke integraal. De reeks rechts heeft dus een oneindige reekssom en is dus divergent. Besluit: divergentie van de oneigenlijke integraal impliceert divergentie van de reeks.

Door toepassing van de regel betreffende de logische implicatie
{\displaystyle (P\ \Rightarrow \ Q)\ \Longleftrightarrow \ (\neg Q\ \Rightarrow \ \neg P)}
volgt uit deze twee besluiten respectievelijk
- Als de reeks divergeert, divergeert de oneigenlijke integraal ook.
- Als de reeks convergeert, convergeert de oneigenlijke integraal ook.

De reeks vertoont dus steeds hetzelfde convergentie- of divergentiegedrag als de bijhorende oneigenlijke integraal of anders gezegd, de reeks en de bijhorende oneigenlijke integraal zijn beide convergent of beide divergent.

## Voorbeelden
- Een eerste voorbeeld is de harmonische reeks

{\displaystyle \sum _{n=1}^{\infty }{\frac {1}{n}}}
waarvan de convergentie of divergentie kan worden nagegaan aan de hand van de oneigenlijke integraal die ontstaat door de index {\displaystyle n} te vervangen door de reële variabele {\displaystyle x}:
{\displaystyle \int _{1}^{\infty }{\frac {1}{x}}\,\mathrm {d} x=[\ ln(x)\ ]_{1}^{+\infty }={\scriptstyle +}\infty -0={\scriptstyle +}\infty }
Deze oneigenlijke integraal is divergent. En de reeks waaruit hij ontstaan is, de harmonische reeks, is dat dus ook.
- De reeks

{\displaystyle \sum _{n=1}^{\infty }{\frac {\ln(n)}{n^{2}}}}
heeft als bijhorende oneigenlijke integraal:
{\displaystyle \int _{1}^{\infty }{\frac {\ln(x)}{x^{2}}}\,\mathrm {d} x}
De integrand (de functie waarvan de integraal moet worden berekend) heeft als primitieve functie, verkregen met partiële integratie
{\displaystyle F(x)=-{\frac {1}{x}}-{\frac {\ln(x)}{x}}}
Na evaluatie van de integraal blijkt deze te convergeren met waarde {\displaystyle 1}. Bijgevolg is de reeks waaruit hij ontstaan is, ook convergent. De reekssom is, afgerond op acht decimalen, gelijk aan {\displaystyle 0{,}93754825}. Dit is een waarde van de eerste afgeleide functie van de Riemann-zèta-functie.
De convergentie van deze reeks kan ook worden nagegaan met de condensatietest van Cauchy.